# 2026
Rok 2026 / MMXXVI
stulecia: XX wiek ~
XXI wiek ~
XXII wiek

dziesięciolecia:
1990–1999 •
2000–2009 •
2010–2019 •
2020–2029

lata: 2016 «
2021 «
2022 «
2023 «
2024 «
2025 «
2026
» 2027
» 2028
» 2029
» 2030
» 2031
 

## Rok 2026 ogłoszono
- Rokiem Błogosławionej Matki Elżbiety Róży Czackiej (w 150. rocznicę urodzin, Polska)[1]
- Rokiem Ignacego Daszyńskiego (w 160. rocznicę jego urodzin i 90. rocznicę śmierci, Polska)[2]
- Rokiem Jerzego Giedroycia (w 120. rocznicę urodzin, Polska)[1]
- Rokiem Andrzeja Wajdy (w 100. rocznicę urodzin oraz 10. rocznicę śmierci, Polska)[1]
- Rokiem Miasta Gdyni (w 100. rocznicę nadania praw miejskich, Polska)[3]
- Rokiem Robotniczych Protestów Czerwca 1976 (w 50. rocznicę wydarzeń z 25 czerwca 1976 r. w Radomiu, Ursusie i Płocku; Polska)[1]
- Rokiem Polskiego Radia (w 100. rocznicę utworzenia, Polska)[4]
- Rokiem powstania Kolei Polskich (w 100. rocznicę utworzenia, Polska)[5]
- Rokiem Mieczysława Fogga (w 125. rocznica urodzin, Polska)[6]
- Rokiem Stanisława Staszica (w 200. rocznicę śmierci, Polska)[7]
- Rokiem Józefa Czapskiego (w 130. rocznicę urodzin, Polska)[8]
- Rokiem Sergiusza Piaseckiego (Polska)[8]
- Międzynarodowym Rokiem Kobiet Rolniczek (ONZ)[9]
- Międzynarodowym Rokiem Ochrony Pastwisk i Pasterzy (ONZ)[10]
- Międzynarodowym Rokiem Wolontariuszy na rzecz Zrównoważonego Rozwoju (ONZ)[11]
- Jubileuszowym Rokiem Świętym w Kościele Katolickim pod hasłem "Pielgrzymi nadziei" (papież Franciszek/ Leon XIV)[12]

## Spodziewane wydarzenia
- 1 stycznia:
  - Branice, Janów, Janów Podlaski, Małkinia Górna, Stanisławów i Staroźreby uzyskają status miasta[13].
  - gmina wiejska Nowe Miasto Lubawskie zmieni nazwę na Bratian[14].
  - Cypr obejmie prezydencję w Radzie Unii Europejskiej[15].
  - wejdą w życie zmiany w zasadach ortografii obowiązujących w polszczyźnie ogłoszone przez Radę Języka Polskiego 10 maja 2024[16].
- 6 stycznia – zamknięciem Drzwi Świętych w Bazylice św. Piotra na Watykanie zakończy się Jubileusz 2025 roku[17].
- najwcześniej w lutym – Orion CM-003 z czworgiem astronautów na pokładzie, dokona przelotu wokół Księżyca. Artemis 2 będzie pierwszą od 1972 załogową misją kosmiczną poza orbitę okołoziemską[18].
- 26 maja – światowa premiera gry Grand Theft Auto VI[19].
- 1 lipca – Irlandia obejmie prezydencję w Radzie Unii Europejskiej[20].
- 3 listopada – wybory do Kongresu Stanów Zjednoczonych(inne języki)[21].
- w Turcji odbędzie się 39. szczyt NATO[22].
- Generatory łazika Curiosity skończą dostarczać ciepło i prąd.

## Zaplanowane wydarzenia sportowe
- Mistrzostwa Świata w Piłce Nożnej 2026 odbędą się w Ameryce Północnej (Stany Zjednoczone, Kanada, Meksyk)[23]
- Zimowe Igrzyska Olimpijskie 2026[24]

## Zdarzenia astronomiczne
- Zaćmienie Słońca z 12 sierpnia 2026

## Święta ruchome
Chrześcijaństwo:
- Tłusty czwartek: 12 lutego[25]
- Ostatki: 17 lutego
- Popielec: 18 lutego
- Niedziela Palmowa: 29 marca
- Wielki Czwartek: 2 kwietnia
- Wielki Piątek: 3 kwietnia
- Wielka Sobota: 4 kwietnia
- Wielkanoc: 5 kwietnia
- Poniedziałek Wielkanocny: 6 kwietnia
- Wniebowstąpienie Pańskie: 17 maja
- Zesłanie Ducha Świętego: 24 maja
- Boże Ciało: 4 czerwca

Inne:
Pamiątka śmierci Jezusa Chrystusa: 2 kwietnia